# Егнаций Виктор Мариниан
Егнаций Виктор Мариниан (на латински: Egnatius Victor Marinianus) e римски офицер и политик. Той е легат на Арабия и Горна Мизия.
Произлиза от фамилията Егнации. Син е на Луций Егнаций Виктор (суфектконсул преди 207 г.) и внук на философа Авъл Егнаций Присцилиан (* 135).
Той е баща на Егнация Мариниана (+ 253 г.), която е втората съпруга на римския император Валериан I и майка на император Галиен и Валериан Младши. По някои източници тя е негова сестра и дъщеря на Луций Егнаций Виктор (суфектконсул преди 207 г.).